# Laffy Taffy (marchio)
Laffy Taffy è un marchio di caramelle gommose alla frutta prodotte dalla Ferrara Candy Company, una sussidiaria della Ferrero.

## Storia
Le Laffy Taffy vennero lanciate negli anni 1970 dalla Kathryn Beich Candies di Bloomington, e prendeva il nome di "Beich's Caramels". Successivamente, le caramelle vennero rinominate "Beich's Laffy Taffy", mentre, nel 1984, la società venne acquisita dalla Nestlé. Per alcuni anni, le Laffy Taffy furono promosse con pubblicità che sottolineavano il sapore "duraturo" degli alimenti, ed erano di forma quadrata. In seguito divennero rettangolari e più sottili. Nel 2003, la Willy Wonka Company della Nestlé lanciò una varietà di Laffy Taffy di due gusti che prendevano il nome di "Flavor Flippers". Agli inizi del 2018, la Nestlé dichiarò di voler vendere i suoi marchi statunitensi di dolciumi, fra cui Laffy Taffy, alla multinazionale italiana Ferrero, che trasferì il marchio alla Ferrara Candy Company.

## Caratteristiche
La Laffy Taffy si presenta come una caramella sottile, rettangolare, del peso di circa 50 grammi e a base di aromi di frutta. Esistono numerose varianti del dolce al gusto di banana, fragola, mela verde, uva, mirtillo, anguria, lampone blu e ciliegia. Su ogni involucro delle Laffy Taffy sono stampate delle brevi e semplici battute.